# Nudochernes
Genre
Nudochernes est un genre de pseudoscorpions de la famille des Chernetidae.

## Distribution
Les espèces de ce genre se rencontrent en Afrique subsaharienne et en Asie.

## Liste des espèces
Selon Pseudoscorpions of the World (version 3.0) :
- Nudochernes basilewskyi Beier, 1962
- Nudochernes crassus Beier, 1944
- Nudochernes gracilimanus Mahnert, 1982
- Nudochernes gracilipes Beier, 1959
- Nudochernes granulatus Beier, 1951
- Nudochernes intermedius Beier, 1959
- Nudochernes kivuensis Beier, 1959
- Nudochernes leleupi Beier, 1959
- Nudochernes lipsae Mahnert, 2003
- Nudochernes longipes Beier, 1944
- Nudochernes lucifugus Beier, 1935
- Nudochernes montanus Beier, 1935
- Nudochernes nidicola Beier, 1935
- Nudochernes procerus Beier, 1959
- Nudochernes robustus Beier, 1935
- Nudochernes setiger Beier, 1944
- Nudochernes spalacis Beier, 1955
- Nudochernes sudanensis Beier, 1953
- Nudochernes troglobius Mahnert, 2009
- Nudochernes virgineus Beier, 1959
- Nudochernes wittei Beier, 1955

et décrites depuis :
- Nudochernes limusensis Nassirkhani, 2021
- Nudochernes pseudotroglobius Xu, Gao & Zhang, 2022

## Systématique et taxinomie
Ce genre a été décrit par Beier en 1935.

## Publication originale
- Beier, 1935 : « Arachnida I. Pseudoscorpionidea, Mission Scientifique de l'Omo, II (zoologie) » Mémoires du Muséum national d'histoire naturelle, vol. 2, no 6, p. 117-129 (texte intégral).